# هارييت سكوت (مقدمة برامج إذاعية)
هارييت سكوت (بالإنجليزية: Harriet Scott)‏ هي مقدمة برامج إذاعية بريطانية، ولدت في 23 يناير 1972.

## وصلات خارجية
- هارييت سكوت على موقع IMDb (الإنجليزية)